# کنتارو مورییا
کنتارو مورییا (انگلیسی: Kentaro Moriya؛ زادهٔ ۲۱ سپتامبر ۱۹۸۸) بازیکن فوتبال اهل ژاپن است.
از باشگاه‌هایی که در آن بازی کرده‌است می‌توان به باشگاه فوتبال یوکوهاما مارینوس و باشگاه فوتبال کاوازاکی فرونتال اشاره کرد.